# Dode tijd
De dode tijd is in de meettechniek de tijd dat een meetsysteem zoals een detector niet kan reageren. Bij de berekening van de effectieve meettijd moet voor de dode tijd worden gecompenseerd.

## Dode tijd bij processen
Een "echte" dode tijd ontstaat wanneer een signaal over een zekere afstand wordt getransporteerd. 
Door deze dode tijd verschijnt het signaal pas na een zekere transporttijd aan de uitgang. 
Bij elektronische of elektrische systemen zijn deze dode tijden verwaarloosbaar klein. 

## Stralingsdetectie
Een geiger-müllerteller heeft bij inval van een deeltje tijd nodig voordat het volgende deeltje kan worden geteld.

## Chromatografie
In een chromatografisch systeem is de dode tijd de tijd die een onvertraagd component (zoals het eluens of draaggas) na het verlaten van de injector nodig heeft om de detector te bereiken. Het onvertraagde component vertoont geen interactie met de stationaire fase (de kolom) en zal geheel in de mobiele fase verblijven. Dit geeft een indicatie van de tijd dat het draaggas of eluens er voor nodig heeft de kolom te passeren, deze tijd is dus constant bij een gelijkblijvend debiet en temperatuur.
De dode tijd, de tijd die nodig is om door de mobiele fase te stromen, wordt aangeduid met {\displaystyle t_{m}}, of {\displaystyle t_{0}}. Om de dode tijd te meten wordt een inert maar detecteerbaar component in de kolom geïnjecteerd, zoals methaan bij een GC. Zeker moet zijn dat deze niet vertraagd wordt (geen retentie ondervindt) door de stationaire fase.
Bij gaschromatografie kan de dode tijd bepaald worden door middel van een SOP-mengsel van alcoholen bij een polaire kolom of alkanen bij een apolaire kolom, of door middel van een injectie van methaan. Bij HPLC wordt de dode tijd meestal bepaald met uracil. 
De dode tijd wordt gebruikt om de aangepaste retentietijd {\displaystyle t_{r}'} of netto-retentietijd van een component en de capaciteitsfactor {\displaystyle k} te bepalen. 
{\displaystyle t_{r}'=t_{r}-t_{m}}
{\displaystyle k={\frac {t_{r}'}{t_{m}}}}